# Lycée français de Toronto
Pour les articles homonymes, voir LFT.

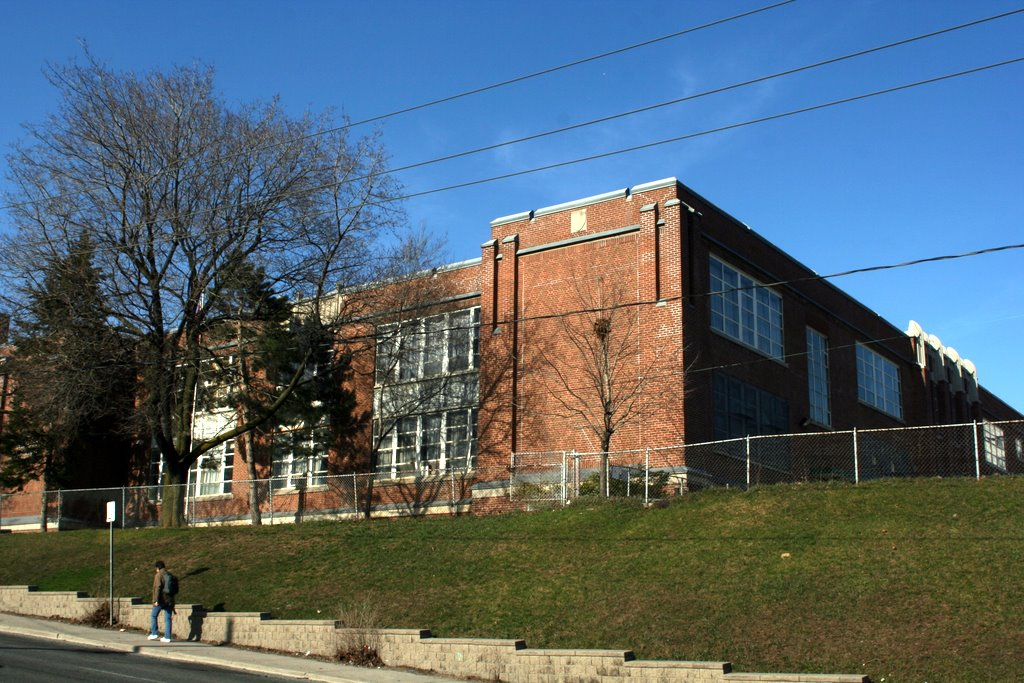
Lycée français de Toronto

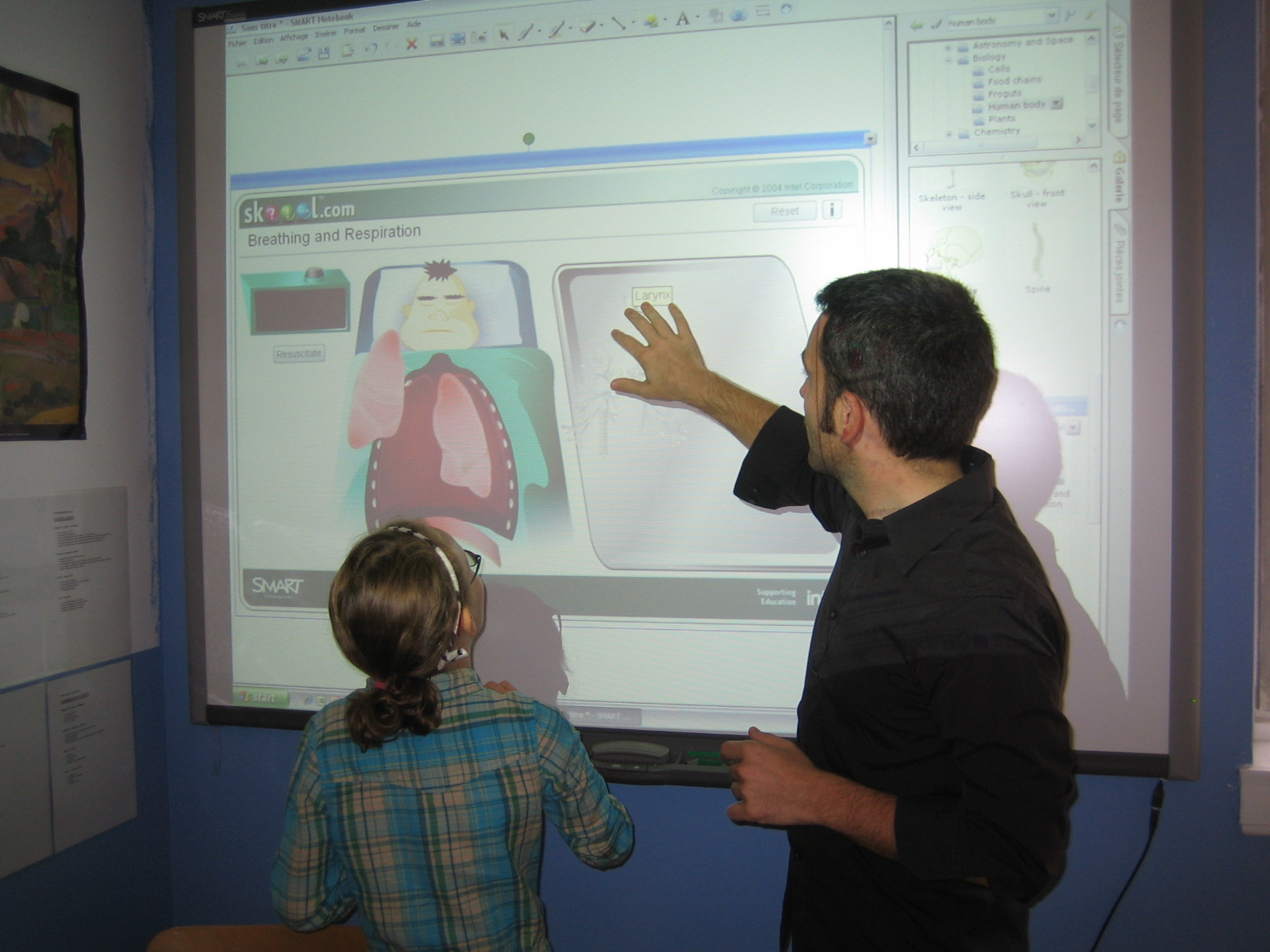
La nouvelle technologie au service des élèves : Le tableau blanc interactif en CM2

Inauguré en 1995, le lycée français de Toronto (LFT) est un établissement scolaire à but non lucratif, qui compte 510 élèves en 2020-2021 (260 au primaire et 250 au secondaire) avec en moyenne 19 élèves par classe. Il se situe au 2327 de la rue Dufferin, dans le quartier de Fairbank. Le lycée français de Toronto est homologué  par le Ministère de l'Éducation nationale et conventionné par l'Agence pour l'enseignement français à l'étranger (AEFE). C’est pourquoi beaucoup d'enseignants, ainsi que le proviseur actuel, sont détachés par l'Éducation nationale française.

## Présentation
Le LFT propose une gamme complète des enseignements du système éducatif français de la Maternelle à la Terminale, enrichi par une connaissance approfondie de l’histoire, de la géographie et de l’économie canadiennes.
Tous les élèves obtiennent le baccalauréat français et près des trois-quarts d’entre eux avec une mention. Le lycée français de Toronto propose aux élèves avancés en anglais le baccalauréat français international section américaine avec des cours d'approfondissement culturel et linguistique et des cours d’histoire-géographie dispensés en anglais. 
Les élèves qui le souhaitent sont préparés à des certificats nord-américains, les Advanced Placement tests en English Literature and Composition, qui leur permettent d’obtenir des crédits dans les universités nord-américaines.
L’enseignement des langues à un niveau élevé constitue une des priorités dès la maternelle. C’est pourquoi tous les élèves suivent un enseignement en anglais, de la petite section de maternelle à la terminale avec un niveau d’exigence élevé.
L’apprentissage des langues s’inscrit dans les pratiques du Cadre européen commun de référence pour les langues (CECRL) et le lycée présente ses élèves aux certifications linguistiques selon leur niveau :
- DELE en espagnol

niveau :
- DELF en français
- certification Cambridge en anglais

Pour les élèves francophones qui souhaitent poursuivre leurs études dans les universités anglophones nord-américaines, le lycée organise une préparation au TOEFL.
Après leur scolarité dans cet établissement, les élèves parviennent à un réel bilinguisme. Aussi la majorité des anciens élèves poursuit-elle ses études dans les meilleures universités canadiennes anglophones et francophones (Université de Toronto, Université McGill, HEC Montréal par exemple) ou part étudier en France, et ce surtout en classes préparatoires (CPGE). Certains autres décident encore d’aller étudier aux États-Unis ou bien dans divers pays d’Europe.

#### Autres lycées français au Canada
- Collège international Marie-de-France de Montréal
- Collège Stanislas (Montréal)
- Collège Stanislas (Québec), annexe de Montréal
- Lycée Claudel d’Ottawa
- Lycée Louis-Pasteur Calgary
- Ecole Française Internationale de Vancouver Vancouver